# Domingo María de Tacuarembó
Domingo María de Tacuarembó o más conocido como Padre Domingo de Tacuarembó nació el 4 de mayo de 1899 en Paso de los Toros, departamento de Tacuarembó, Uruguay y falleció en Maldonado el 8 de enero de 1994. Fue un Fraile Capuchino, sacerdote, director de colegios, Párroco de Maldonado, consejero provincial, director de seminarios, maestro de novicios y creador de la escultura de San Francisco de Asís que fue erigida en el Cerro Abra de Perdomo, basada en una imagen pequeña del santo, cuenta con cinco metros de altura más cinco metros de base y fue hecha por él en su totalidad. Se le reconoce como siervo de Dios y en 2005 se introdujo la causa de beatificación en la Congregación para las Causas de los Santos de la Santa Sede. El 30 de mayo de 1999 los restos de Domingo de Tacuarembó fueron trasladados a la Catedral de Maldonado.

## Biografía

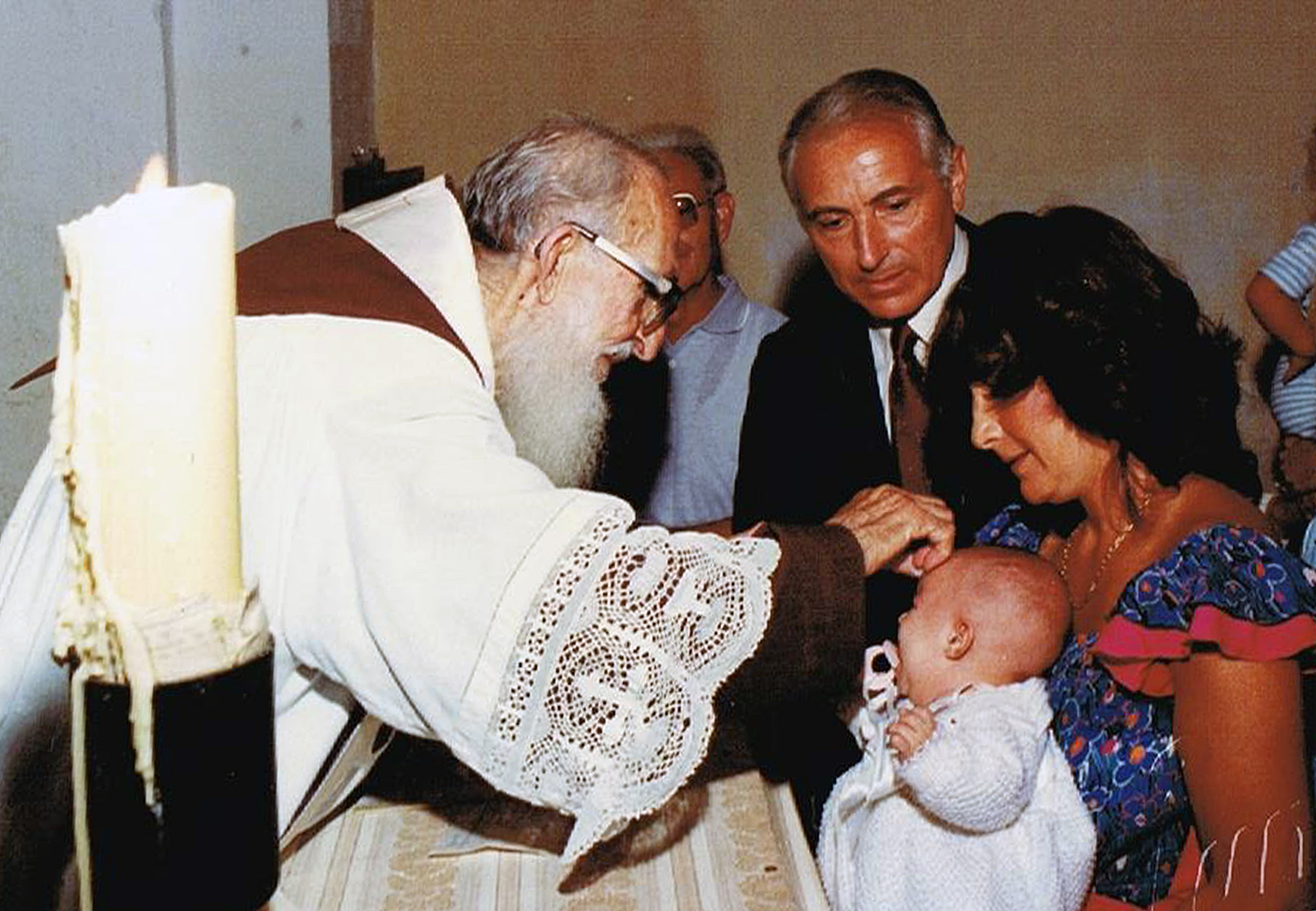
Padre Domingo bautizando

Su nombre de nacimiento fue Umberto Domingo Orzetti, nació en la Colonia Bella Vista fundada por inmigrantes italianos siendo el décimo hijo de la familia Orzetti. Su padre Domingo Orzetti y su madre María Andrea eran oriundos de Údine en Italia, era una familia muy humilde, trabajadores de la tierra y la agricultura. Durante toda su vida Umberto fue de poca salud con un cuerpo bastante frágil.
Por problemas económicos la familia se mudó a Montevideo, apenas tenía 11 años, sus estudios los realizó en un colegio capuchino del barrio Nuevo París llamado también por los vecinos La Cachimba del piojo, sin embargo, por enfermedad no pudo terminar el liceo, según los médicos, el joven Humberto fue pronosticado con poco tiempo de vida por tener un corazón desgastado.
Viajó a Italia para ingresar como novicio en la Orden Capuchina de Génova en junio de 1918 registrándose como Domingo María de Tacuarembó, tomando el primer nombre de su padre y de su madre, además le agregó Tacuarembó por ser el sitio de su nacimiento. Fue ordenado Sacerdote el 15 de agosto de 1926 y se le destinó a la Provincia de Santa Fe en Argentina.
Regresó a Uruguay en 1928 destinado a la iglesia de Nuevo París. En 1932 fue nombrado director de Filosofía y Teología, en el convento de San Antonio pero se enfermó gravemente contagiado de tuberculosis por las visitas que hacia al hospital Fermín Ferreira.

## Escultura de san Francisco de Asís

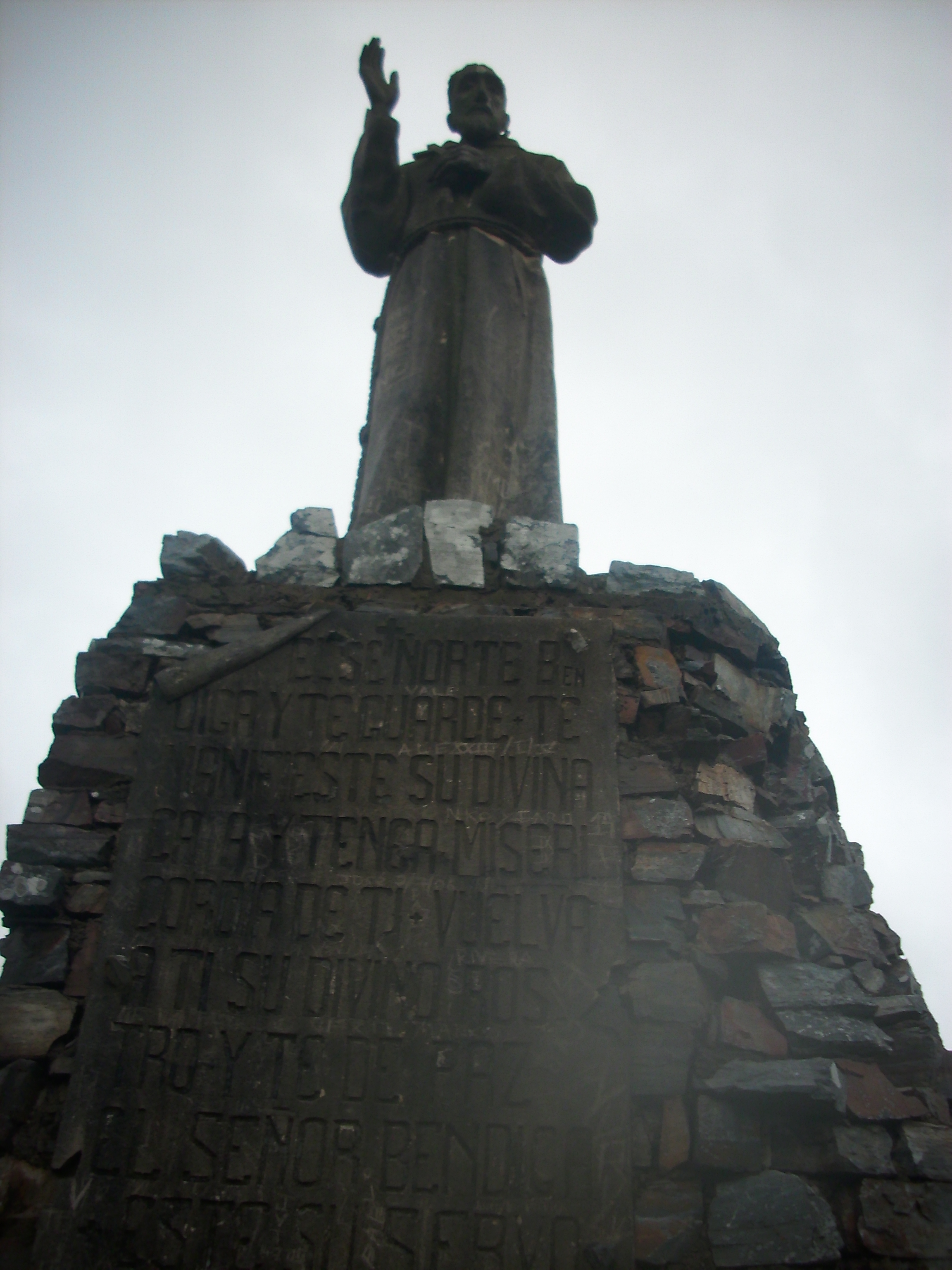
Estatua de san Francisco de Asís en el Cerro Abra de Perdomo (Maldonado). La estatua consta de un pedestal de 5 m y la figura de 5 m, toda elaborada por el Padre Domingo

Domingo pudo notar que en la ahora Catedral de Maldonado no existía una imagen del patrono san Fernando por lo que contrató a un escultor argentino para que realizara la estatua, la misma fue colocada entre las dos torres de catedral. Pudo observar con cuidado como este escultor hacía el trabajo, la base fue realizada por un albañil de la ciudad contratado por el escultor. La escultura se basó en una imagen pequeña del retablo de la Iglesia y Domingo siguió todo el proceso. 
Para homenajear a San Francisco de Asís la esposa de Alfredo Baldomir  -presidente de Uruguay para el momento- le solicitó al padre Domingo que erigiera una imagen del santo, aunque el padre se comprometió a hacerla, la primera dama no le ayudó económicamente,  decidió hacer una escultura basado en una imagen colocada en el Altar lateral de la Iglesia, siguiendo los pasos del escultor argentino, tomó las medidas de la imagen multiplicándola por tres y comenzó el trabajo personalmente. 
El cuerpo fue elaborado dentro de la iglesia en lo que hoy en la Capilla del Santísimo y el busto en un ala cercana.  En 1945, acercándose la fecha de la inauguración, el padre Domingo aprovechó a algunos estudiantes que estaban de vacaciones de verano para hacerlos llevar el cemento y la arena para construir el pedestal, los turnaba en grupos cada día, sin embargo, trasladar el material era una tarea pesada por lo que la intendencia le prestó un burro al padre, aunque no fue de mucha ayuda ya que en un momento el burro se encabritó y se perdió.
La estatua fue hecha en arena y cemento sin usar herramientas, fue totalmente construida con sus manos. Cuando el fraile dio por concluida la imagen dentro de la iglesia, se pudo percatar que por ninguna de las tres puertas podría sacarla para llevarla a su destino,  esto le obligó a retirar los marcos y la puerta para llevarla a la nave central,  luego fue empujada con rodillos para llevarla a un camión y transportada hasta la falda del cerro de Abra de Perdomo. Para subir la escultura y poderla agregar a la primera etapa procuraron hacerlo con caballos pero la tarea fue imposible y tuvo que utilizar la ayuda de 10 yuntas de bueyes.

## Obras
Durante su vida levantó colegios y capillas, por otro lado ayudaba con sus propias manos en la construcción de viviendas en algunos barrios de Maldonado.
- Colegio Virgen del Carmen del Santander.
- Reconstrucción de la hoy Catedral de Maldonado.
- Capilla Nuestra Señora de la Asunción en Laguna del Sauce. (1943)
- Escultura de San Francisco en Abra de Perdomo.
- Reforma y restauración de la Iglesia Nuestra Señora de La Candelaria.
- Capilla de Los Treinta y Tres, hoy Parroquia Nuestra Señora de Los Treinta y Tres.